# Kerí
Kerí (Keri) är en ort i Grekland.   Den ligger i prefekturen Nomós Zakýnthou och regionen Joniska öarna, i den sydvästra delen av landet, 260 km väster om huvudstaden Aten. Kerí ligger 96 meter över havet och antalet invånare är 469. Den ligger på ön Zakynthos.
Terrängen runt Kerí är huvudsakligen kuperad, men åt nordost är den platt. Havet är nära Kerí åt sydost.  Närmaste större samhälle är Zákynthos, 15,0 km nordost om Kerí. I omgivningarna runt Kerí växer i huvudsak blandskog.